# Hjalmar Bergstrøm
Hjalmar Bergstrøm, född 1868 och död 28 mars 1914 i Köpenhamn, var en dansk författare.
Bergstrøm tog en magisterexamen 1893, och var därefter länge verksam som lärare. Han skrev i början romaner och berättelser, men slog 1901 igenom som folklig dramatiker med Idas Bryllup. Därpå följde pjäserna Møntergade 39 (1903), Langaard & Co. (1905), Karen Bornemann (1907), Det gyldne Skind (1908), samt den postumt utgivna Prøvens Dag med flera arbeten. Bergstrøm var en gedigen tekniker och en allvarlig moralist, och var starkt påverkad av Henrik Ibsen, men hade annars stilmässigt mycket gemensamt med äldre danska lustspelsförfattare som Thomas Overskou.